# GTF3A
GTF3A (pour facteur général de transcription 3A) ou Facteur de transcription IIIA, souvent abrégé TFIIIA est une protéine à doigts de zinc dont le gène GTF3A chez les humains est présent sur le chromosome 13. Cette protéine est impliquée dans la transcription du gène de l'ARN ribosomique 5S. 

## Historique
Le facteur de transcription IIIA est le premier facteur de transcription eucaryote à avoir été purifié de manière homogène et il a aussi été, en 1980  par Robert Roeder, le premier activateur spécifique de gène de mammifère identifié,. Caractérisé ensuite par Wolffe et Brown en 1988, le gène du TFIIIA est aussi le premier facteur de transcription eucaryote dont le gène a été cloné,.
Le Facteur de transcription IIIA est aussi, chez le Xénope le premier facteur de transcription à doigt de zinc découvert.

## Localisation
Comme déterminé initialement par la technique de FISH, le gène GTF3A est localisé chez l'humain, sur le bras q12 du chromosome 13,.

## Structure
La protéine TFIIIA humaine contient neuf domaine en doigt de zinc avec motif Cys2His2.

## Fonction
Le TFIIIA joue un rôle majeur dans la transcription du gène de l'ARNr 5S en se fixant sur la région de contrôle interne. Non seulement, il se lie sur la région promotrice mais il est aussi capable de se fixer sur le transcrit de ce gène, l'ARNr 5S lui-même. Cette protéine TFIIIA a donc la particularité inhabituelle d'être capable de se fixer à l'ADN mais aussi à l'ARN.